# Mike Lowell
Michael Averett Lowell, né le 24 février 1974 à San Juan (Porto Rico), est un ancien joueur de baseball portoricain. Il a évolué dans les ligues majeures de baseball en tant que joueur de troisième but des Yankees de New York (1998), des Marlins de la Floride (1999 à 2005) et des Red Sox de Boston (2006 à 2010). 
Il a remporté par deux fois la Série mondiale en 2003 avec les Marlins de la Floride et en 2007 avec les Red Sox. Il a été élu meilleur joueur de la Série mondiale 2007.
Il est, depuis sa retraite, commentateur sportif sur la chaîne de télévision américaine MLB Network.

## Début de carrière

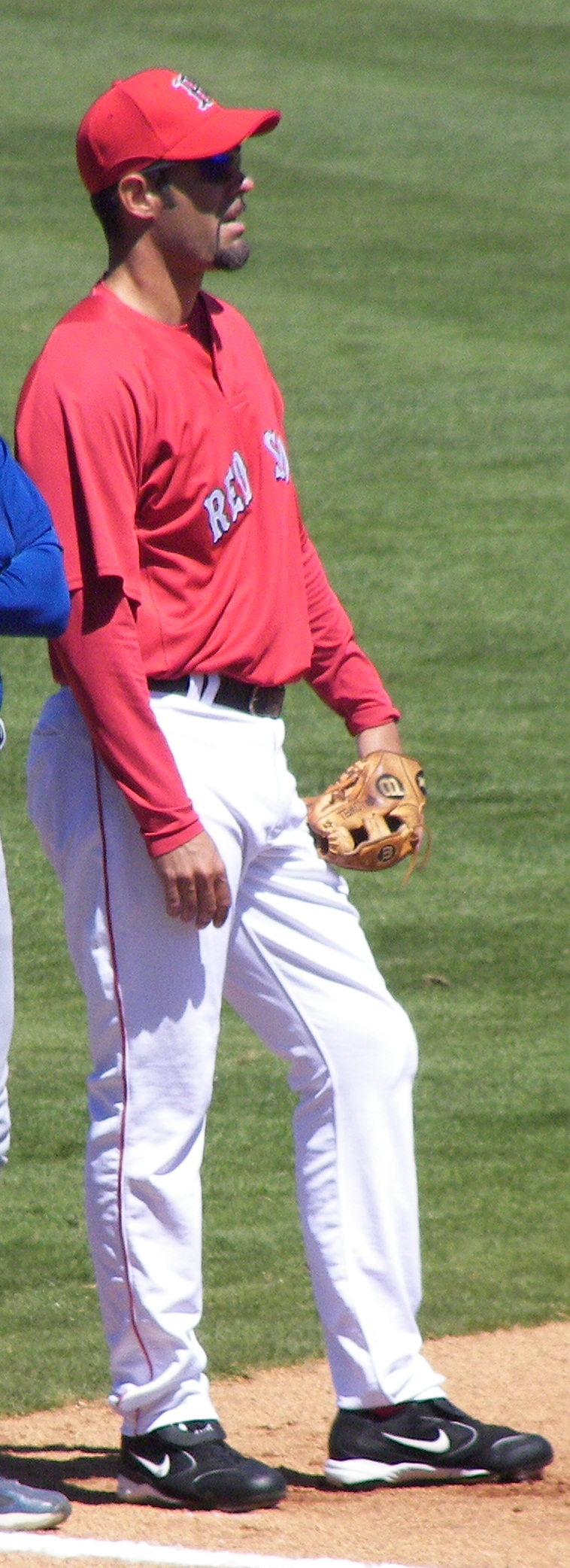
Mike Lowell, troisième baseman des Red Sox de Boston, en 2007, deuxième joueur portoricain à être élu "Meilleur joueur de la série".

En 1992, Mike Lowell sort diplômé de l'école secondaire Coral Gables Floride. Il est parmi les meilleurs joueurs de l'État de Floride pendant ses quatre années d'école secondaire et obtient la moyenne la plus haute pour son diplôme.[réf. nécessaire] Il intègre l'Université internationale de Floride avec une bourse sportive. Pendant ses années universitaires, il est sélectionné trois fois dans l'équipe type de la Trans America Athletic Conference et obtient une moyenne au bâton de ,353, la cinquième meilleure moyenne de l'histoire de l'université. Il est nommé Étudiant de l'année de la conférence en 1995 et son numéro d'uniforme est retiré, une première pour un joueur des Golden Panthers. Lors du repêchage amateur de 1995, les Yankees de New York le sélectionnent au 20e tour (562e choix global). Il signe son premier contrat professionnel le 8 juin et commence sa carrière en ligue mineure avec les Yankees de Oneonta dans la New York-Penn State League. En 72 matchs, il frappe 73 coups sûrs (18 doubles et 1 circuit) avec une moyenne au bâton de ,260.
En 1996, il partage son temps de jeu entre les Bats de Greensboro (South Atlantic League) et les Yankees de Tampa (Florida State League). Avec une moyenne de ,282 et 8 circuits, il est parmi les meilleures recrues de l'organisation des Yankees. Il est promu au niveau AA avec les Navigators de Norwich (Eastern League) et améliore ses statistiques : ,344 de moyenne au bâton et 15 circuits en 78 matchs. Il termine la saison en Ligue internationale avec les Clippers de Columbus où il frappe 15 circuits en seulement 57 matchs. En 1998, il est à nouveau dans l'effectif des Clippers. Il est élu Meilleur joueur du match des étoiles Triple-A en milieu de saison grâce à un coup de circuit. En 126 matchs de saison régulière, il frappe 26 circuits et produit 99 points. Il est appelé en Ligue majeure pour la fin de la saison et participe à 8 matchs. Il obtient son premier coup sûr lors de son premier match le 13 septembre. Le 1er février 1999, il est transféré aux Marlins de la Floride en échange de trois recrues floridiennes.

## Carrière en Ligue majeure

### Marlins de la Floride
Trois semaines après son transfert, il est opéré d'une tumeur cancéreuse aux testicules découverte lors d'un examen de routine. Il revient sur les terrains de Ligue majeure le 29 mai 1999 après un passage en Ligue de la côte du Pacifique avec les Cannons de Calgary. En 97 matchs avec les Marlins, il frappe 12 circuits et produit 47 points avec une moyenne de 0,253 pour sa première véritable saison dans les Ligues majeures.
En 2002, il est sélectionné pour la première fois pour le match des étoiles de la Ligue majeure de baseball. En 2003, il est de nouveau sélectionné pour le match des étoiles, mais fin août, il subit une blessure au poignet qui le tient écarté des terrains pendant 32 matchs. Il revient pour les séries éliminatoires et participe au succès des Marlins sur les Yankees de New York lors d'une Série mondiale à surprises. Il termine 11e lors du vote pour le Meilleur joueur de la Ligue nationale et reçoit le Prix Silver Slugger pour un joueur de troisième but.
La saison 2004 confirme les talents de frappeur de Lowell. Il reçoit une troisième sélection consécutive au match des étoiles et finit la saison avec une moyenne au bâton de ,293, 27 circuits et 85 points produits. En 2005, ses résultats sont décevants : ,236 de moyenne, seulement 8 circuits et 58 points produits. Il reçoit le Gant doré pour un joueur de troisième but avec un pourcentage défensif de ,983.

### Red Sox de Boston
Le 24 novembre 2005, les Red Sox de Boston récupèrent le lanceur partant Josh Beckett et le contrat de Mike Lowell dans le cadre d'un échange avec les Marlins qui souhaitent réduire leur masse salariale. Lowell dépasse les attentes des dirigeants de la franchise, menant un temps la Ligue américaine dans la catégorie des doubles. Il finit la saison avec 47 doubles, 20 circuits, 80 points produits et un pourcentage défensif de ,987 à égalité avec Eric Chavez, le joueur de troisième des Athletics d'Oakland.
En 2007, il est de nouveau sélectionné pour le match des étoiles, cette fois avec l'équipe de la Ligue nationale. Il termine la saison régulière avec sa plus haute moyenne au bâton en carrière (,324), 21 circuits et 120 points produits (meilleur total de la franchise). Lors de la Série mondiale 2007, il contribue au succès des Red Sox face aux Rockies du Colorado avec une moyenne de ,400, 4 points produits et 1 circuit lors des 4 victoires de son équipe. Il est élu Meilleur joueur de la série, devenant le deuxième joueur portoricain à recevoir cette distinction après Roberto Clemente.

## Palmarès
- Série mondiale : 2003, 2007.
- Joueur par excellence de la Série mondiale : 2007.
- Gant doré (troisième but) de la Ligue nationale : 2005.
- Match des étoiles de la Ligue majeure de baseball : 4 sélections (2002, 2003, 2004, 2007).